# Нікольський Володимир Миколайович
Нікольський Володимир Миколайович (нар. 23.07.1946, Донецьк) — український історик, викладач історії і суспільствознавства, заступник декана історичного факультету з наукової роботи Донецького національного університету з 1997 року, професор.
З 1999 р. — заступник головного редактора, відповідальний секретар фахового наукового журналу «Історичні і політологічні дослідження» (внесеного до міжнародной спеціалізованої наукометричної бази даних Index Copernicus), член редколегій фахових наукових видань «Вісник Донецького університету. Серія Б. Гуманітарні науки», «Степи Европы в период средневековья», «Нові сторінки історії Донбасу», збірки наукових праць «Святогірський альманах». Член президії, відповідальний секретар редакційно-видавничої ради Донецького національного університету. Член спеціалізованої вченої ради Д 11.051.02 із захисту докторських і кандидатських дисертацій у Донецькому національному університеті (затверджена МОН ДНР). У 1992—2012 рр. брав участь у підготовці дев'ятитомної колективної наукової праці «Реабілітовані історією. Донецька область». Член Донецької обласної редколегії «Зводу пам'яток історії та культури». Відповідальний секретар редколегії восьмитомної «Енциклопедії Донеччини» (у 2013 р. вийшов друком перший том). Підготував одного доктора і сім кандидатів історичних наук. В 2015 р. створив та зареєстрував у міжнародній системі ISSN (Париж, Франція) електронний науковий «Журнал исторических, политологических и международних исследований». Видання має ліцензійний договір з РІНЦ (Російський індекс наукового цитування), зареєстроване у міжнародних наукометричних базах даних «Indekc Copernicus» та «Infobase Index», виходить щоквартально. Сайт журналу — donnuhist.ru Член науково-технічної ради Донецького національного університету", член Вченої ради університету.

## Біографія
У 1968–1974 рр. Навчався у Донецькому державному університеті.
У 1977—1987 рр. — вчитель історії, заступник директора школи в Донецьку.
У 1981—1985 рр. закінчив аспірантуру в Донецькому державному університеті і захистив кандидатську дисертацію.
З 1987 р. працював в Донецькому державному університеті.
У 2003 р. захистив докт. дисертацію: «Репресивна діяльність органів державної безпеки СРСР в Україні (кінець 1920-х — 1950-ті рр.). Історико-статистичне дослідження»
У 2014 році залишився у Донецьку і підтримав Донецьку Народну Республіку. Продовжував працювати у Донецькому університеті.

## Творчий доробок
Дослідник політичних репресій в Україні 1920–1950-х рр., кадрової та соціальної історії радянських часів, історії НЕПу, історії
журналістики.
Має понад 250 друкованих праць, у тому числі автор та співавтор 14 монографій.
- Никольский Владимир. Молодежь Донбасса в годы нэпа. Страницы забытых газет и журналов.- Донецк, 1991.- 95 с.
- Никольский В. Н. НЭП в Донбассе. Историческое исследование.- Донецк, 1992. — 126 с.
- Никольский В. Н. Кооперация Донбасса в годы «военного коммунизма» и нэпа.- Донецк, 1996.- 104 с.
- Нікольський В. М. Підпілля ОУН(б) у Донбасі [Архівовано 17 квітня 2021 у Wayback Machine.] — Київ, 2001. — 178 с.
- Нікольський Володимир Миколайович. Репресивна діяльність органів державної безпеки СРСР в Україні (кінець 1920-х — 1950-ті рр.). Історико-статистичне дослідження [Текст]: автореф.дис. … д-ра іст. наук : 07.00.01 / В. М. Нікольський ; Донец. нац. ун-т. — Донецьк: [б. и.], 2003. — 38 с. — Б. ц.
- Нікольський В. М. Репресивна діяльність органів державної безпеки СРСР в Україні (кінець 1920-х — 1950-ті рр.). Історико-статистичне дослідження. Монографія.- Донецьк: Вид-во ДонНУ, 2003.- 624 с.
- Нікольський, Володимир Миколайович. Обвинувачення репресованих в Україні періоду «Великої чистки» 1937—1938 рр. / В. М. Нікольський. — С.54-63. — Бібліогр. в кінці ст.
- Бобровський А. С., Нікольський В. М. Соціальна політика радянської держави та її реалізація в Донбасі у 1943 — середині 1960-х років.- Донецьк: Норд-Прес, 2008. — 245 с.
- Дмитрик І. О., Нікольський В. М. Соціальна політика радянської держави та її реалізація в Донбасі в період непу (1921—1928 рр.).: Монографія.- ДОНЕЦЬК, ДОННУ, 2011.- 171 с.
- Нікольський В. М. Політичні репресії 1937—1938 рр. на Донеччині: причини, перебіг, наслідки: Монографія.- Донецьк: «Каштан», 2011.- 200 с.
- Нікольський В. М., Шимко О. В. Соціальна політика радянської держави та її реалізація в Донбасі (сер. 1960-х — сер. 1980-х рр.): Монографія.- Донецьк: ДонНУ, 2012.- 220 с.
- Никольский В. Н. Православное духовенство Донетчины, репрессированное в 1920-х — 1950-х годах (в документах и материалах): Монография. — Донецк: ДонНУ, 2013.- 194 с.

## Критика
в 1990 році, перебуваючи на посаді професора історичного факультету Донецького державного університету, став ініціатором  виключення студента другого курсу Олександра Добровольського через його курсову роботу "Українська повстанська армія (короткий нарис - розвідка)". Роботу заборонили захищати.
В процесі своєї діяльності Нікольський боровся проти ОУН за кошти Інституту  історії України. Спочатку він брав допомогу від Євгена Стахіва та української діаспори, а потім, з насолодою, відмовлявся від усієї проукраїнської роботи (в тому числі й книги "Підпілля ОУН на Донбасі").

## Нагороди і відзнаки
- Знак «Петро Могила»(2007 р.).
- Знак «Відмінник освіти України»(2000 р.).
- Орден Української православної церкви Московського патріархату «Нестора літописця» ІІІ ступеня (2012 р.).

## Інтернет-ресурси
- Нікольський Володимир Миколайович[недоступне посилання з липня 2019]